# Södra Härene kyrka
Södra Härene kyrka är en kyrkobyggnad omkring sex kilometer norr om Vårgårda. Den tillhör Algutstorps församling i Skara stift. 

## Historia

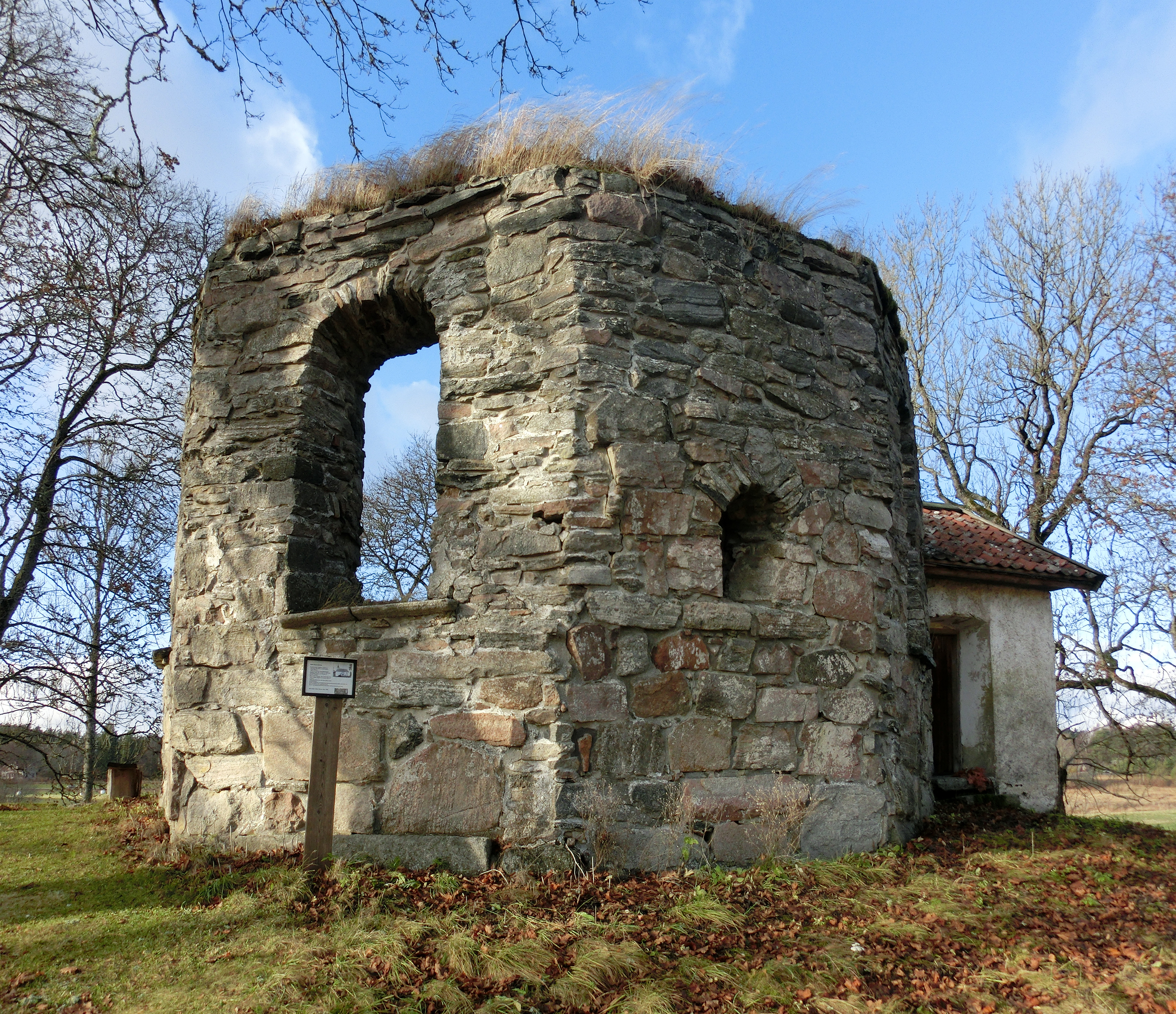
Södra Härene kyrkoruin.

Den gamla kyrkan, som nu är ruin, låg på östra sidan om Nossan, nästan en kilometer från nuvarande kyrkplats. Den brann ned 1905. På samma plats finns landets största hällkista.  

## Kyrkobyggnaden
Nuvarande kyrka ligger vid västra sidan om Nossan och uppfördes 1910 i nationalromantisk stil efter ritningar av arkitekt Gustaf Améen.
Byggnadsmaterialet är naken granit med tegeldekorationer. Kyrkan består av ett långhus som är orienterat i nord-sydlig riktning. I norr finns en rund korabsid som visar på inspiration från medeltidskyrkor och i söder ett fyra våningar högt kyrktorn. Intill koret, vid västra sidan, finns en utbyggd sakristia. Långhusets tak är belagt med skiffer medan torntaket är belagt med kopparplåt.
Interiören är en av stiftets få jugendinredningar, där synliga takstolar, bänkar, kor och läktare bildar en harmonisk helhet. Korets dekorationsmålningar utfördes 1923 av Yngve Lundström.

## Inventarier
- Dopfunten har en medeltida cuppa, härstammande från den gamla kyrkan, och en nytillverkad fot.
- En trädörr med järnbeslag anses vara från 1300-talet. Dörren räddades när gamla kyrkan brann.

## Orgel
Den pneumatiska orgeln på läktaren i söder byggdes 1939 av Olof Hammarberg. Den har en stum fasad och sex stämmor fördelade på manual och pedal. Vid inventering 2014 var den ospelbar. Disposition enligt nedan.
| Huvudverk     | Pedalverk  | Koppel     |
| Principal 8'  | Subbas 16' | Man/Ped    |
| Gedackt 8'    |            | Man 4'/Ped |
| Oktava 4'     |            |            |
| Kvintadena 4' |            |            |
| Mixtur 3ch    |            | Fria komb. |